# Looking
Looking är en amerikansk TV-serie om en grupp homosexuella vänner i San Francisco. Serien började sändas 19 januari 2014 på kanalen HBO. Seriens exekutiva producenter är David Marshall Grant, Sarah Condon och Andrew Haigh.
Efter två säsonger meddelade HBO att Looking inte skulle förlängas med en tredje säsong, utan beställde ett finalavsnitt som sändes den 23 juli 2016 i USA på HBO, och den 2 augusti 2016 i Storbritannien på kanalen Sky Atlantic.

## Handling
Patrick Murray är en 29-årig tv-spelsdesigner som bor i San Francisco med sina vänner — aspirerande restauratören Dom och konstnärsassistenten Agustín. Patrick tenderar att vara naiv och har haft otur med kärleken men saker förändras i Patricks liv när han möter den snygge med ödmjuke Mission-barberaren Richie och hans nye chef, den attraktive men upptagne Kevin. De uppfyller livsdrömmen att öppna sin egen restaurang med stöd från hans rumskamrat Doris, och med oväntad hjälp från den framgångsrike, äldre entreprenören Lynn. Agustín kämpar med att få ihop det med sin långvarige pojkvän Frank och hans stagnerade konstnärskarriär, såväl som med sin förkärlek till droger, som leder till missbruk. De tre männen tar sig genom livet med förhållanden, familj och karriärer i dagens San Francisco.